# SS-Heimwehr Danzig

Flagge der SS-Heimwehr Danzig

Die SS-Heimwehr „Danzig“ oder auch Heimwehr Danzig wurde offiziell am 20. Juni 1939 aufgestellt, als der örtliche Senat unter Albert Forster beschloss, eine eigene schlagkräftige Streitmacht aufzustellen. In diese neue Einheit wurden auch Teile des Danziger SS-Wachsturmbanns „Eimann“ einbezogen.

## Geschichte
Der Reichsführer SS Heinrich Himmler unterstützte die Bildung der Heimwehr, er hatte diesen Schritt zuvor bei einem Danzigaufenthalt angeregt. Er entsandte dazu den SS-Obersturmbannführer Hans-Friedemann Goetze nach Danzig. Dieser war Kommandeur des im Oktober 1938 in Berlin-Adlershof aufgestellten III. Sturmbannes der 4. SS-Totenkopfstandarte „Ostmark“. Der III. Sturmbann wurde mit dem „Panzerabwehr-Lehrsturm der SS-Totenkopfstandarten“ sowie rund weiteren 500 Freiwilligen verstärkt. Diese Freiwilligen, welche sich zur neuen Einheit namens SS-Sturmbann „Goetze“ meldeten, stammten aus Danzig und waren überwiegend Angehörige des Wachsturmbannes „Eimann“.
Am 30. August 1939 rief die polnische Regierung die Mobilmachung aus und am frühen Morgen des 1. September 1939 überfielen deutsche Truppen vom Reichsgebiet aus Polen, während die 1550 Mann starke Heimwehr gleichzeitig das Gefecht um das polnische Postamt in Danzig begann – ein Ereignis, dem Günter Grass ein Kapitel seines Romans Die Blechtrommel widmete.
Die SS-Heimwehr war auch beim Angriff auf die Danziger Westerplatte beteiligt und versah danach in Danzig den Dienst einer Küstenwache. Am 29. September 1939 wurden Teile der Heimwehr nach Dachau verlegt. Sie wurden am 30. September 1939, unter Auflösung der Heimwehr Danzig, in die neu aufgestellte SS-Division Totenkopf unter Theodor Eicke eingegliedert. Nach der Eroberung Polens waren ehemalige Mitglieder der Heimwehrverbände an Kriegsverbrechen an der polnischen Zivilbevölkerung in Westpreußen beteiligt.

### Gliederung der SS-Heimwehr Danzig
Kommandant
- SS-Obersturmbannführer Hans-Friedemann Goetze

Gefechtsordnung
- Militärischer Stab (SS-Obersturmbannführer Hans-Friedemann Goetze; III./4.Totenkopfstandarte)
- I. Schützenkompanie (SS-Hauptsturmführer Karl Thier; 2. Totenkopfstandarte)
- II. Schützenkompanie (SS-Obersturmführer Willy Bredemeier; 2. Totenkopfstandarte)
- III. Schützenkompanie (SS-Hauptsturmführer Georg Braun; 2. Totenkopfstandarte)
- IV. Schützenkompanie (SS-Hauptsturmführer Erich Urbanietz; 3. Totenkopfstandarte)
- V. Schützenkompanie (SS-Hauptsturmführer Otto Baier, 6. SS-Standarte der Allg. SS)
- 13. Grenadierkompanie (SS-Hauptsturmführer Walter Schulz; Stammabt. 6 der Allg. SS)
- 14. Panzerabwehrkompanie (SS-Hauptsturmführer Josef Steiner; SD-Hauptamt)
- 15. Panzerabwehrkompanie (SS-Obersturmführer Otto Leiner; 10. Standarte der Allg. SS)

## Ehrennadel der SS-Heimwehr Danzig

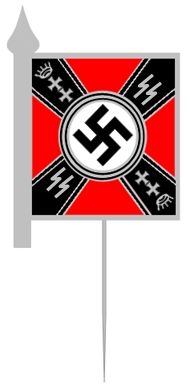
Ehrennadel der SS-Heimwehr Danzig

Die Ehrennadel der SS-Heimwehr Danzig war eine 1939 gestiftete Auszeichnung der NSDAP, die an mehr als 1550 Personen verliehen wurde.
Die Ehrennadel spiegelt die Regimentsfahne der SS-Heimwehr Danzig wider; eine silber eingefasste rote Hakenkreuzfahne mit schwarzem Andreaskreuz und zeigt mittig ein aufgelegtes Hakenkreuz sowie die Symbole der Schutzstaffel und Teile des Stadtwappens von Danzig. Die Rückseite des Abzeichens ist glatt, umfasst eine angelötete und an ihrem Ende verdrehte Nadel sowie die Herstellerbezeichnung: STUMPFU. SOHN DANZIG.
Die Ehrennadel der SS-Heimwehr Danzig zählt ebenso wie die übrigen Auszeichnungen der NSDAP in der Bundesrepublik Deutschland als verfassungsfeindliche Propagandamittel. Ihre Herstellung, öffentliches Tragen oder Verbreitung ist verboten.